# Euglossa gorgonensis
Euglossa gorgonensis es un insecto himenóptero de la familia de las abejas y los abejorros (Apidae). El nombre científico de la especie fue publicado por primera vez en 1929 por Cheesman. Es endémica de Colombia

## Distribución geográfica
Es endémica de la isla Gorgona, Cauca, Colombia